# Хвойна
 Тази статия е за иглолистното растение.  За селото в Южна България вижте Хвойна (село).  
Хвойна (Juniperus) са род иглолистни дървета и храсти от семейство Кипарисови. На български, дребнораслата планинска хвойна с полегнало стъбло и възтъпи листа (J. communis depressa) понякога се нарича и „смрика“. В зависимост от таксономичните критерии се разпознават от 50 до 67 вида, разпространени широко в северното полукълбо (от Арктика на юг до тропическа Африка, както и в планинските части на Централна Америка).
Най-характерната особеност на хвойните са техните шишарки (понякога наричани неправилно „плодове“). При тези шишарки всичките люспи са сраснали в една обща месеста обвивка и шишарките са или сферични, или продълговати. Хвойните се разделят на две секции: Секция Oxycedrus – с игловидни листа и секция Sabina – с по-дребни, люсповидни листа.
В България се срещат пет вида:
- Обикновена (синя) хвойна (J. communis L.)
- Червена хвойна (J. oxycedrus L.)
- Ниска хвойна (J. pygmaea C. Koch)
- Миризлива (казашка) хвойна (J. sabina L.)
- Дървовидна хвойна (J. excelsa M. Bieb.)

Последните два вида са редки и защитени от закона.
Хвойните съдържат в тъканите си (особено в шишарките) етерични ароматни масла, които се използват в медицината и парфюмерията. Шишарките на обикновената хвойна например се използват за ароматизиране на напитката джин.